# Luật Phòng, chống bạo lực trong gia đình 2007
Luật Phòng, chống bạo lực trong gia đình hay còn gọi là Luật phòng, chống bạo hành là đạo luật được Quốc hội nước Cộng hoà Xã hội Chủ nghĩa Việt Nam khoá XII, kỳ họp thứ 2 thông qua vào ngày 21 tháng 11 năm 2004 và có hiệu lực thi hành từ ngày 01 tháng 7 năm 2005. Luật quy định về phòng và chống bạo hành gia đình ở Việt Nam, các vấn đề phòng ngừa bạo lực gia đình, bảo vệ hỗ trợ nạn nhân bạo lực gia đình, trách nhiệm của cá nhân, gia đình, cơ quan, tổ chức trong phòng, chống bạo lực gia đình và xử lý vi phạm pháp luật về phòng, chống bạo lực gia đình.

## Quá trình xây dựng

### Cơ sở pháp lý
Nhà nước Việt Nam đã ban hành nhiều văn bản pháp luật điều chỉnh quan hệ gia đình trong đó có vấn đề bạo hành gia đình như Hiến pháp năm 1992, Luật Hôn nhân và gia đình, Luật bảo vệ, chăm sóc và giáo dục trẻ em, Bộ luật dân sự, Bộ luật tố tụng dân sự, Bộ luật hình sự, Bộ luật tố tụng hình sự, Pháp lệnh xử lý vi phạm hành chính, Pháp lệnh người cao tuổi... Các quy định pháp luật tuy đã đề cập đến các biện pháp bảo vệ gia đình và phòng ngừa bạo lực gia đình, nhưng vẫn chưa có quy định trực tiếp và riêng biệt về phòng, chống bạo lực gia đình. Đảng Cộng sản Việt Nam cũng đồng ý về mặt chủ trương là phải "xây dựng và hoàn thiện pháp luật về... dân số, gia đình, trẻ em và chính sách xã hội".

### Yêu cầu thực tiễn
Trên thực tế ở Việt Nam, tình trạng bạo lực gia đình đang diễn ra ngày càng phổ biến ở nhiều nơi, số vụ bạo hành gia đình gây hậu quả nghiêm trọng có chiều hướng tăng cao, tình trạng xúc phạm danh dự, nhân phẩm và tính mạng của con người xảy ra hàng ngày chủ yếu đối với phụ nữ và trẻ em. Cụ thể có thể dẫn chứng như:
- Có 66% các vụ ly hôn ở Việt Nam liên quan đến bạo hành gia đình.[3]
- Trong 5 năm từ 2000 - 2005, có 186.954 vụ ly hôn do bạo lực gia đình, hành vi đánh đập, ngược đãi chiếm 53,1% trong các nguyên nhân dẫn tới ly hôn.[4]
- Riêng trong năm 2005, có tới hơn 39,7 nghìn vụ ly hôn có nguyên nhân từ bạo hành trong tổng số gần 65 nghìn vụ án về hôn nhân và gia đình, chiếm tỷ lệ 60,3%[4]
- 25% gia đình có hành vi bạo lực tinh thần, 23% gia đình có bạo lực về thể chất, 30% cặp vợ chồng xảy ra hiện tượng ép buộc quan hệ tình dục, tại đồng bằng sông Cửu Long có 1.319 ca nhập viện do bạo hành gia đình, trong đó khoảng 1.000 ca tự tử, và 30 trường hợp tử vong.
- Gần 5% phụ nữ thường xuyên bị chồng đánh đập, hành hạ[3] trong đó có nhiều vụ việc thương tâm và gây phẫn nộ dư luận như như vụ người chồng do bực tức đã bắt vợ cởi quần áo, chui vào cũi chó và khóa lại, sau đó gọi mẹ vợ sang chứng kiến. Rồi lại vụ người vợ xin ly hôn vì bị bạo hành quá nhiều lần đã bị người chồng cắt hai núm vú bỏ vào cốc rượu.
- Đến 82% hộ dân nông thôn và 80% hộ ở thành phố có xảy ra bạo lực,[3] 9-10% trường hợp nạn nhân của bạo lực gia đình là nam giới.

Một cuộc điều tra khác cũng cho biết có 21,2% cặp vợ chồng đã kết hôn cho biết đã trải qua một trong những hình thức bạo lực gia đình như bị đánh, mắng, nhục mạ... Cuộc điều tra cho thấy hành vi bạo lực gia đình vẫn tồn tại ở 1/5 các cặp vợ chồng. Nạn nhân chủ yếu là người phụ nữ và con cái trong gia đình. Tình trạng bạo lực xuất hiện ở các cặp vợ chồng từ 31 đến 40 tuổi phổ biến hơn các nhóm tuổi khác.
Bạo hành gia đình để lại một hậu quả nghiêm trọng, có thể các vết thương về thể xác sẽ nhanh chóng phục hồi và lành lặn nhưng những vết thương về tình thần rất khó để xóa nhòa. Thực tế đó cho thấy cần một thể chế pháp lý đủ mạnh để có thể góp phần phòng và chống bạo hành gia đình bảo vệ các đối tượng yếu thế bên cạnh các phương pháp như kinh tế, giáo dục, tuyên truyền, thuyết phục....

### Tranh cãi và thông qua
Dự luật phòng chống bạo lực trong gia đình được các đại biểu quốc hội quan tâm, góp ý và tranh cãi khá gay gắt. Có đại biểu nhận định rằng dự thảo luật phòng chống bạo lực gia đình gần như nặng về tính từ thiện, trợ giúp nạn nhân, thể hiện sự lúng túng, bị động và mang tính đối phó nhiều hơn. Nhiều đại biểu khác phản đối việc đưa chuyện cưỡng ép quan hệ tình dục trong vợ chồng vào nhóm các hành vi bạo lực gia đình, bởi tuy công nhận có đưa như thế mới phân biệt được cụ thể (với bạo lực thể chất, bạo lực tinh thần...) nhưng, đây là vấn đề quá riêng tư của mỗi người, là chuyện "phòng the" thầm kín, không ai dám "vạch áo cho người xem lưng" và chỉ nên đưa khái quát quy định về hành vi bạo lực về thể chất và tinh thần.
Không đồng tình với các quan điểm trên, sau khi dẫn con số 30% cặp vợ chồng có hiện tượng ép buộc quan hệ tình dục, một số đại biểu cho rằng phải đưa hành vi này vào Luật nhằm tạo đột phá vào tư tưởng bảo thủ, xấu hổ, âm thầm chịu đựng của những ai đang chịu "bạo lực tình dục" mặc dù thủ phạm của hành vi này, có bị tố cáo cũng rất khó mà kết tội để xử lý. và "bạo lực tình dục" không chỉ là buộc ai đó phải quan hệ tình dục mà ngay cả việc buộc phải đẻ con trong khi sức khoẻ của người phụ nữ không đảm bảo, hoặc buộc phải phá thai, cũng có thể xem như một hình thức bạo lực tình dục. Nó ảnh hưởng cả đến thể chất, tinh thần, thậm chí nguy hiểm đến cả tính mạng.
Đa số đại biểu nữ tỏ ra quyết liệt với quan điểm phải xử lý bạo lực sau ly hôn đặc biệt là các đối tượng "nam, nữ không đăng ký kết hôn mà chung sống với nhau như vợ chồng hoặc vợ, chồng đã ly hôn có hành vi bạo lực" vào áp dụng trong Luật. Có đại biểu cho rằng không nên lẩn tránh hiện tượng trên bởi nó đang xảy ra ngày càng phổ biến trong xã hội hiện đại. Đồng thời với hội nhập quốc tế là hội nhập về văn hóa và lối sống. Và đây là những đối tượng dễ bị tổn thương nên có nhu cầu bảo vệ cao.
Tuy nhiên có những ý kiến phản đối của các đại biểu nam về xử lý bạo lực sau li hôn chủ yếu căn cứ trên lập luận: chấp nhận đưa vào luật, là gián tiếp thừa nhận tình trạng không đăng ký kết hôn nhưng vẫn chung sống với nhau, điều đó trái với quy định chấm dứt tình trạng hôn nhân thực tế và không thể lấy luật này để bảo vệ những người đã vi phạm luật hôn nhân gia đình và vì đây là Luật Phòng, chống bạo lực trong gia đình cho nên chỉ điều chỉnh với đối tượng là thành viên trong gia đình.
Nhiều đại biểu cũng băn khoăn tính khả thi của Luật vì sự "im lặng kinh khủng" trong gia đình của vợ hoặc chồng cũng phải được coi là hành vi bạo lực gây áp lực tâm lý. Mà đây là một điều thực tế dự luật chưa điều chỉnh. Thậm chí có đại biểu cho rằng chưa cần thiết phải ban hành luật này vì các vấn đề được đặt ra đều đã nằm rải rác ở các văn bản pháp luật khác như Luật hôn nhân gia đình, Bộ luật dân sự, Bộ luật hình sự... chưa kể đến một số chế tài thiếu tính khả thi như "cấm người có hành vi bạo lực gia đình tiếp xúc với nạn nhân (theo quyết định của chủ tịch Ủy ban nhân dân cấp xã)" vì việc áp dụng biện pháp cách ly, cấm tiếp xúc... đều phải có yêu cầu của nạn nhân (chứ không phải theo ý của chính quyền địa phương).
Về quy định Nhà tạm lánh, có đại biểu hoan nghênh ý tưởng xây nhà tạm lánh cho đối tượng bị bạo hành, mô hình này sẽ cách ly nạn nhân và giúp họ phục hồi. Tuy nhiên, có đại biểu tỏ ra băn khoăn về tính khả thi của mô hình này, khi mà phương thức hoạt động, cách thức tổ chức chưa được quy định rõ và quy định có tính thụt lùi, bị động (người bị bạo hành phải trốn). Phù hợp nhất là nếu thấy nguy hiểm tính mạng cho người bị hại thì nên cách ly người gây ra bạo lực". Có đại biểu còn phân tích quy định trong dự thảo còn bất hợp lý vì những cơ sở hỗ trợ nạn nhân là những cơ sở hoạt động nhân đạo, trong lúc vẫn yêu cầu phải đảm bảo về nhân lực, chuyên môn, điều kiện làm việc, đảm bảo về trang thiết bị...
Bên cạnh mô hình "nhà tạm lánh", các biện pháp hỗ trợ nạn nhân bạo hành, xử lý kẻ phạm tội cũng được các đại biểu thảo luận, bổ sung chi tiết, phần lớn đều thống nhất, đây là một dự luật mang tính đặc thù riêng nhằm xử lý một vấn đề tế nhị, do đó "cần phải lấy giáo dục làm gốc, và lấy giáo dục làm phương tiện để cảm hoá con người, lấy giáo dục để điều chỉnh hành vi con người". Bên cạnh đó, phải đề xuất thêm các biện pháp xử lý cứng rắn khác.
Sau khi tranh cãi, góp ý, thảo luận thì cuối cùng các đại biểu cũng nhất trí về sự cần thiết phải ban hành Luật này và cuối cùng thì Luật phòng chống bạo lực gia đình cũng được bỏ phiếu thông qua.

## Bố cục
Luật phòng, chống bạo lực gia đình gồm 6 chương với 46 điều. Trong đó,
- Chương I - Những quy định chung: Gồm 8 điều (từ Điều 1 đến Điều 8) quy định phạm vi điều chỉnh, các hành vi bạo lực gia đình, nguyên tắc phòng, chống bạo lực gia đình, nghĩa vụ của người có hành vi bạo lực, quyền và nghĩa vụ của nạn nhân bạo lực gia đình, chính sách của Nhà nước về phòng chống bạo lực gia đình, hợp tác quốc tế về phòng, chống bạo lực gia đình, những hành vi bị nghiêm cấm.
- Chương II- Phòng ngừa bạo lực gia đình: Có 3 mục, 9 điều (từ Điều 9 đến Điều 17), bao gồm các quy định về thông tin, tuyên truyền về phòng chống bạo lực gia đình, hoà giải mâu thuẫn, tranh chấp giữa các thành viên gia đình, tư vấn, góp ý và phê bình trong cộng đồng dân cư về phòng ngừa bạo lực gia đình.
- Chương III- Bảo vệ và hỗ trợ nạn nhân bạo lực gia đình: Cả thảy 2 mục với 13 điều (từ Điều 18 đến Điều 30) trong đó quy định các biện pháp bảo vệ, hỗ trợ nạn nhân bạo lực gia đình và việc trợ giúp nạn nhân của các cơ sở khám bệnh, chữa bệnh, cơ sở bảo trợ xã hội, cơ sở hỗ trợ nạn nhân bạo lực gia đình, cơ sở tư vấn về phòng, chống bạo lực gia đình và địa chỉ tin cậy ở cộng đồng.
- Chương IV- Trách nhiệm của cá nhân, gia đình, cơ quan, tổ chức trong phòng, chống bạo lực gia đình: Tất cả có 11 điều (từ Điều 31 đến Điều 41), quy định trách nhiệm của cá nhân, gia đình, cơ quan và tổ chức trong phòng, chống bạo lực gia đình. Trong đó, quy định cụ thể trách nhiệm của từng chủ thể là cá nhân (Điều 31), gia đình (Điều 32), Mặt tổ quốc Việt Nam và các tổ chức thành viên (Điều 33), Hội Liên hiệp phụ nữ Việt Nam (Điều 34) và trách nhiệm quản lý nhà nước của Chính phủ, các Bộ, ngành (từ Điều 35 đến Điều 41).
- Chương V - Xử lý vi phạm pháp luật về phòng, chống bạo lực gia đình và khiếu nại, tố cáo chỉ có 3 điều (từ điều 42 đến Điều 44) quy định về xử lý người có hành vi vi phạm pháp luật về phòng, chống bạo lực gia đình, áp dụng các biện pháp giáo dục tại xã, phường, thị trấn, đưa vào cơ sở giáo dục, trường giáo dưỡng, khiếu nại, tố cáo và giải quyết khiếu nại, tố cáo.
- Chương VI- Điều khoản thi hành gồm 2 điều (Điều 45 và Điều 46) trong đó quy đinh hiệu lực thi hành của Luật này và hướng dẫn thi hành Luật.

## Một số nội dung cơ bản

### Các hành vi bạo lực
Luật định nghĩa cụ thể hành vi bạo lực gia đình, đó là: "hành vi cố ý của thành viên gia đình gây tổn hại hoặc có khả năng gây tổn hại về thể chất, tinh thần, kinh tế đối với thành viên khác trong gia đình". Quy định như vậy nhằm tạo cơ sở phân biệt với hành vi bạo lực khác cũng như để xác định trách nhiệm và xử lý vi phạm trong bạo lực gia đình. Để xác định một hành vi là hành vi bạo lực gia đình, căn cứ vào hai điều kiện: 
- Thứ nhất, yếu tố "lỗi cố ý", tức là không phải bất kỳ hành vi vi phạm pháp luật xảy ra trong gia đình cũng được coi là bạo lực gia đình
- Thứ hai, người bị tổn hại là thành viên gia đình, đó là những người có quan hệ do hôn nhân, huyết thống hoặc do nuôi dưỡng làm phát sinh các nghĩa vụ và quyền giữa họ với nhau theo quy định của Luật Hôn nhân và gia đình.

Các thành viên gia đình đã ly hôn, hôn nhân thực tế (chung sống với nhau như vợ chồng mà không đăng ký kết hôn trước ngày Luật Hôn nhân và Gia đình có hiệu lực....) cũng áp dụng quy định của Luật này về bạo lực gia đình. Tuy nhiên, việc áp dụng quy định của Luật đối với các trường hợp này không nhằm mục đích khuyến khích hoặc tạo cơ sở pháp lý cho mối quan hệ giữa những người không có đăng ký kết hôn mà sống chung như vợ chồng mà ở đây cần hiểu, quy định như vậy có ý nghĩa đảm bảo cho tất cả nạn nhân của hành vi bạo lực gia đình được hỗ trợ và bảo vệ đặc biệt.
Các hành vi bạo lực gia đình gồm có 4 nhóm hành vi lớn sau:
- Nhóm 1, nhóm hành vi bạo lực về thể chất hay thể xác: bao gồm hành vi hành hạ, ngược đãi, đánh đập hoặc hành vi cố ý khác xâm hại đến sức khoẻ, tính mạng.
- Nhóm 2, nhóm hành vi bạo lực về tinh thần: bao gồm các hành vi lăng mạ hoặc hành vi cố ý khác xúc phạm danh dự, nhân phẩm hay cô lập, xua đuổi hoặc gây áp lực thường xuyên về tâm lý gây hậu quả nghiêm trọng hoặc ngăn cản việc thực hiện quyền, nghĩa vụ trong quan hệ gia đình giữa ông, bà và cháu, giữa cha, mẹ và con, giữa vợ và chồng, giữa anh, chị, em với nhau, hành vi trái pháp luật buộc thành viên gia đình ra khỏi chỗ ở, cưỡng ép tảo hôn, cưỡng ép kết hôn, ly hôn hoặc cản trở hôn nhân tự nguyện, tiến bộ.
- Nhóm 3, nhóm hành vi bạo lực về kinh tế: bao gồm chiếm đoạt, huỷ hoại, đập phá hoặc có hành vi khác cố ý làm hư hỏng tài sản riêng của thành viên khác trong gia đình hoặc tài sản chung của các thành viên gia đình hay cưỡng ép thành viên gia đình lao động quá sức, đóng góp tài chính quá khả năng của họ hoặc là kiểm soát thu nhập của thành viên gia đình nhằm tạo ra tình trạng phụ thuộc về tài chính.
- Nhóm 4, nhóm hành vi bạo lực về tình dục: gồm có hành vi cưỡng ép quan hệ tình dục.

### Các hành vi bị cấm
Theo Điều 8 của Luật này, có 8 nhóm hành vi bị cấm sau:
- Các hành vi bạo lực gia đình quy định tại Điều 2 của Luật Phòng, chống bạo lực trong gia đình
- Cưỡng bức, kích động, xúi giục, giúp sức người khác thực hiện hành vi bạo lực gia đình.
- Sử dụng, truyền bá thông tin, hình ảnh, âm thanh nhằm kích động bạo lực gia đình.
- Trả thù, đe doạ trả thù người giúp đỡ nạn nhân bạo lực gia đình, người phát hiện, báo tin, ngăn chặn hành vi bạo lực gia đình.
- Cản trở việc phát hiện, khai báo và xử lý hành vi bạo lực gia đình.
- Lợi dụng hoạt động phòng, chống bạo lực gia đình để trục lợi hoặc thực hiện hoạt động trái pháp luật.
- Dung túng, bao che, không xử lý, xử lý không đúng quy định của pháp luật đối với hành vi bạo lực gia đình.[1]

Theo điều 4 của Luật, người có hành vi bạo lực gia đình có nghĩa vụ:
- Tôn trọng sự can thiệp hợp pháp của cộng đồng, chấp hành quyết định của cơ quan, tổ chức có thẩm quyền
- Chấm dứt ngay hành vi bạo lực
- Kịp thời đưa nạn nhân đi cấp cứu, điều trị, chăm sóc nạn nhân bạo lực gia đình, (trừ trường hợp nạn nhân từ chối)
- Bồi thường thiệt hại cho nạn nhân bạo lực gia đình khi có yêu cầu và theo quy định của pháp luật.

### Nạn nhân
Nạn nhân bạo lực gia đình là người bị tổn hại về sức khoẻ, tính mạng, bị xúc phạm về danh dự, nhân phẩm và các tổn hại khác do hành vi bạo lực gia đình gây ra. Việc quy định các quyền của nạn nhân bạo lực gia đình nhằm hỗ trợ và bảo vệ nạn nhân. Nạn nhân bạo lực gia đình có các quyền tự bảo vệ mình như:
- Yêu cầu cơ quan, tổ chức, người có thẩm quyền bảo vệ sức khoẻ, tính mạng, nhân phẩm, quyền và lợi ích hợp pháp khác của mình
- Yêu cầu cơ quan, người có thẩm quyền áp dụng biện pháp ngăn chặn, bảo vệ, cấm tiếp xúc
- Được cung cấp dịch vụ y tế, tư vấn tâm lý, pháp luật
- Được bố trí nơi tạm lánh (nhà tạm lánh), được giữ bí mật về nơi tạm lánh và thông tin khác và các quyền khác theo quy định của pháp luật.

Nạn nhân bạo lực gia đình cũng phải có nghĩa vụ cung cấp thông tin liên quan đến bạo lực gia đình cho cơ quan, tổ chức, người có thẩm quyền khi có yêu cầu.

### Bảo vệ nạn nhân
Bảo vệ và hỗ trợ nạn nhân bạo lực gia đình được thực hiện thông qua các biện pháp bảo vệ, ngăn chặn như phát hiện, báo tin về bạo lực gia đình, thực hiện cấp cứu nạn nhân bạo lực gia đình và các biện pháp ngăn chặn theo quy định của pháp luật về xử lý vi phạm hành chính hoặc pháp luật về tố tụng hình sự đối với người có hành vi bạo lực gia đình, cấm tiếp xúc với nạn nhân bạo lực gia đình (cấm người có hành vi bạo lực gia đình đến gần nạn nhân, sử dụng điện thoại hoặc các phương tiện thông tin khác để có hành vi bạo lực với nạn nhân).
Đối với biện pháp cấm tiếp xúc nạn nhân bạo lực gia đình, đây không phải là biện pháp xử lý vi phạm hành chính và chỉ được áp dụng trong trường hợp gây tổn hại hoặc đe doạ gây tổn hại đến sức khoẻ, tính mạng của nạn nhân nhằm bảo vệ nạn nhân, phòng ngừa hậu quả nghiêm trọng hơn nữa có thể xảy ra. Chủ tịch Ủy ban nhân dân cấp xã và Toà án là những cơ quan có thẩm quyền quyết định áp dụng biện pháp cấm tiếp xúc. Điều kiện để áp dụng quy định này gồm:
- Nạn nhân bị tổn hại hoặc đe doạ gây tổn hại đến sức khoẻ, tính mạng.
- Có đơn yêu cầu của nạn nhân, người giám hộ hoặc người đại diện hợp pháp, cơ quan, tổ chức có thẩm quyền; trường hợp cơ quan, tổ chức có thẩm quyền có đơn yêu cầu thì phải có sự đồng ý của nạn nhân bạo lực gia đình.
- Người có hành vi bạo lực gia đình và nạn nhân bạo lực gia đình có nơi ở khác nhau trong thời gian cấm tiếp xúc.

Thẩm quyền quyết định áp dụng biện pháp cấm tiếp xúc là Chủ tịch Ủy ban nhân dân cấp xã nơi xảy ra bạo lực gia đình. Thẩm quyền quyết định cấm tiếp xúc của Toà án được thực hiện theo quy định của pháp luật tố tụng dân sự về các biện pháp khẩn cấp tạm thời. Ngoài ra phải huỷ hỏ biện pháp cấm tiếp xúc khi có đơn yêu cầu của nạn nhân bạo lực gia đình hoặc khi người ra quyết định cấm tiếp xúc nhận thấy biện pháp này không còn cần thiết.
Ngoài ra cần áp dụng các biện pháp khác để bảo vệ cho nạn nhân như:
- Chăm sóc nạn nhân bạo lực gia đình tại cơ sở khám bệnh, chữa bệnh.
- Tư vấn cho nạn nhân bạo lực gia đình.
- Hỗ trợ khẩn cấp các nhu cầu thiết yếu và nơi tạm lánh.

Luật quy định cụ thể việc trợ giúp nạn nhân bạo lực gia đình. Các tổ chức, cơ sở có trách nhiệm trợ giúp bao gồm: Cơ sở trợ giúp nạn nhân bạo lực gia đình, cơ sở khám bệnh, chữa bệnh; cơ sở bảo trợ xã hội, cơ sở hỗ trợ nạn nhân bạo lực gia đình và cơ sở tư vấn về phòng, chống bạo lực gia đình và địa chỉ tin cậy ở cộng đồng.

### Phòng ngừa
Phòng ngừa bạo lực gia đình có mục đích tránh những hậu quả, thiệt hại có thể xảy ra khi có hành vi bạo lực gia đình. Luật quy định các biện pháp cụ thể trong phòng ngừa bạo lực gia đình tại chương II. Các biện pháp phòng ngừa bạo lực gia đình bao gồm:
- Thông tin, tuyên truyền về phòng, chống bạo lực gia đình. Thông tin, tuyên truyền về phòng, chống bạo lực gia đình nhằm mục đích thay đổi nhận thức, hành vi về bạo lực gia đình, góp phần tiến tới xoá bỏ bạo lực gia đình và nâng cao nhận thức về truyền thống tốt đẹp của con người, gia đình Việt Nam.
- Hòa giải mâu thuẫn, tranh chấp giữa các thành viên gia đình. Hoà giải mâu thuẫn giữa các thành viên gia đình là trách nhiệm gia đình, người đứng đầu hoặc người có uy tín trong dòng họ, người có uy tín trong cộng đồng dân cư, của cơ quan, tổ chức nơi công tác hoặc sinh sống của các thành viên gia đình; tổ hoà giải ở cơ sở. Việc hoà giải mâu thuẫn, tranh chấp tuân thủ các nguyên tắc tại Điều 12 của Luật này.
- Tư vấn, góp ý, phê bình trong cộng đồng dân cư về phòng ngừa bạo lực gia đình. Việc góp ý, phê bình trong cộng đồng dân cư nhằm làm chuyển biến nhận thức của người có hành vi bạo lực gia đình để họ không tiếp tục có hành vi bạo lực gia đình. Tuy nhiên, biện pháp góp ý, phê bình chỉ áp dụng đối với người từ đủ 16 tuổi trở lên có bạo lực gia đình đã được tổ hoà giải ở cơ sở hoà giải mà tiếp tục có bạo lực gia đình. Người có thẩm quyền áp dụng biện pháp này là người đứng đầu cộng đồng dân cư (trưởng thôn, Trưởng làng, già làng, trưởng bản, ấp, phum, sóc, tổ trưởng tổ dân phố hoặc người đứng đầu đơn vị).

## Đánh giá
Nhiều ý kiến đánh giá rằng Luật Phòng, chống bạo lực gia đình đã thực sự Chặn tay vũ phu, nghiêm trị "hoạn thư" Vì luật này đời với mục tiêu chặn đứng nạn bạo lực gia đình ngày càng gia tăng, những điều luật của Luật Phòng, chống bạo lực gia đình đã sâu sát đến từng khía cạnh, của bạo lực gia đình. Các hành vi bạo lực gia đình đã được điểm mặt, gọi tên khá đầy đủ như: Hành hạ, ngược đãi, đánh đập, lăng mạ, xúc phạm danh dự, nhân phẩm, cô lập, xua đuổi, gây áp lực về tâm lý, cưỡng ép quan hệ tình dục... Luật cũng không bỏ sót bất kỳ hành vi bạo lực nào dù rằng xuất phát từ những gia đình của vợ chồng đã ly hôn, hoặc của nam nữ không đăng ký kết hôn chung sống với nhau như vợ chồng. Nạn nhân của nạn bạo lực gia đình sẽ được bảo vệ ở mức cao nhất, thông qua các biện pháp tư vấn, chăm sóc tại cơ sở khám chữa bệnh, áp dụng các biện pháp cách ly với người bạo hành tại nhà, hay cơ sở tạm lánh... và có quyền gửi đơn khiếu nại, tố cáo những hành vi bạo lực tới cơ quan có thẩm quyền.
Một số khác đánh giá đây là một đạo luật quan trọng và có ý nghĩa nhân văn sâu sắc, thể hiện rõ chủ trương của Đảng và Nhà nước trong vấn đề phòng, chống bạo hành và là cơ sở pháp lý thống nhất để bảo vệ quyền và lợi ích của các thành viên trong gia đình, nhất là người già, phụ nữ, trẻ em, vì họ rất dễ trở thành nạn nhân của bạo hành gia đình
Nhiều địa phương đã đẩy mạnh thực hiện Luật Phòng chống bạo lực gia đình bằng các hình thức sinh động như Dự án Ngôi nhà Bình yên hỗ trợ nạn nhân bị bạo lực gia đình  Đưa luật phòng chống bạo lực gia đình vào trường học thông qua tổ chức các hội thi tìm hiểu pháp luật hay mô hình phòng chống Bạo lực gia đình tại cộng đồng bằng tuyên truyền và thành lập câu lạc bộ phòng chống bạo lực gia đình.
Tuy vậy cũng có nhiều ý kiến cho rằng việc đưa văn bản trên vào thực tế gặp rất nhiều khó khăn do phong tục, tập quán, các nạn nhân thường che giấu, họ xem đây là vấn đề tế nhị và muốn giữ sĩ diện cho chồng, chị em cố tạo vẻ bên ngoài hạnh phúc cho con cái vui vẻ, hàng xóm không chê cười, chỉ có một vài trường hợp bạo lực thể xác quá nặng mới bị phát hiện, nhưng cũng chưa được các địa phương xử lý nghiêm vì mối quan hệ quen biết, cả nể.
Và theo báo cáo cho biết, cho đến năm 2010, ở Việt Nam, cứ ba phụ nữ có gia đình hoặc đã từng có gia đình thì có một người (34%) cho biết họ đã từng bị chồng mình bạo hành thể xác hoặc tình dục. Số phụ nữ có hoặc từng có gia đình hiện đang phải chịu một trong hai hình thức bạo hành này chiếm 9%. Nghiên cứu quốc gia về Bạo lực Gia đình đối với phụ nữ ở Việt Nam được Chính phủ Việt Nam và Liên Hợp Quốc công bố ngày 25/11/2010, có hơn một nửa (58%) phụ nữ Việt Nam cho biết đã từng là nạn nhân của ít nhất một hình thức bạo lực gia đình.
Có nhận định cho hay, sau 3 năm thực hiện Luật Phòng chống bạo lực gia đình, các cấp, ngành chưa thực sự vào cuộc, thực trạng bạo lực vẫn không có chiều hướng giảm, đối tượng vi phạm cùng với nạn nhân gia tăng ở khắp các vùng miền trong cả nước.